# Kapoli Antal (fafaragó, 1893–1971)
Ifj. Kapoli Antal (Gyalán, 1893. október 27. – Szigetvár, 1971. február 21.) fafaragó pásztor, Népművészet Mestere díjas (1953).

## Életpályája
Tekintélyes juhászcsaládba született, édesapja id. Kapoli Antal juhász, Kossuth-díjas népi iparművész, fafaragó. Még iskolába járt, de a nyári szünetben már „mustra birkát” őrzött. Tizenkét éves korában apja mellől, Mike-pusztára szegődött. Ettől kezdve sokszor változtatta helyét. 1912-ben Szövés-pusztán juhász, majd 6 évig Körmenden pásztorkodott. 1918-ban megint összekerült apjával. 1919-től tizenegy éven át Kopaszhegyen dolgozott. 1922-ben megnősült. Majd évenként váltotta helyeit, Somogysárd, Szenttamás-puszta, Ropó, Somogyhárságy, Ibafa követték egymást. Itt három évet töltött, majd négy évet Kaposújlakon, ahonnan Kisszentlászlóra ment. 1946-ban felhagyott a pásztorkodással, Dióspusztára költözött. Itt élt haláláig, ahol állatai gondozásával és faragással foglalkozott. Hét gyermeke között csak egy fiú volt, de az már nem folytatta apja, nagyapja és ősei foglalkozását.